# Pibeler
Pibeler er fint ler der er fri for urenheder. Ved brænding bliver det hvidt, og bruges til kridtpiber, især brugt i 1600- og 1700-tallet, og til begitning.